# Mirjam Köfer
Mirjam Köfer (* 26. Juli 1973 in Ost-Berlin) ist eine deutsche Schauspielerin.

## Leben
Sie ist die Tochter von Herbert Köfer (1921–2021) und seiner zweiten Ehefrau Ute Boeden. Ihr Halbbruder Andreas Köfer ist Kameramann und ihre Schwester Geertje Boeden ist ebenfalls Schauspielerin. Köfer war an der Hamburger Stage School of Music, Dance and Drama, hat eine klassische Gesangsausbildung sowie privaten Schauspielunterricht genommen.
Köfer war einige Jahre lang mit dem Manager Florian Werner verheiratet. Ab 2006 war sie mit dem Sänger Falko Maiwald liiert, mit dem sie eine Tochter hat. 2013 trennte sich das Paar.

## Karriere
Ihre erste Rolle hatte Köfer im Jahr 1986 im Alter von 14 Jahren in der vierten Folge Das ist ja zum Kinderkriegen der 6-teiligen DDR-Fernsehserie Ferienheim Bergkristall. Danach folgten weitere Fernsehauftritte in zahlreichen Serien. Bekannt wurde sie als Diana Richter (1992–1993) in Gute Zeiten, schlechte Zeiten. Die Rolle wurde aus der Serie geschrieben – Diana war eines der Opfer des Strumpfhosenmörders. An der Seite von Gerd Dudenhöffer spielte sie in der Serie Familie Heinz Becker die Freundin von Beckers Sohn Stefan. 2006 eröffnete Mirjam Köfer als MIRI für das MDR Fernsehen die Lachbar zusammen mit Herbert Köfer als Werner sowie Dietmar Burkhard.
Neben diversen Fernsehrollen spielt sie auch regelmäßig am Theater. Zusammen mit ihrem Vater stand Köfer 1995 für den Fernsehschwank Die Bratpfannenstory auf der Theaterbühne. 2004/2005 stand sie in der Komödie Dresden im Stück Love Jogging – Heute: Ochsenschwanz einem Lustspiel von Derek Benfield auf der Bühne. Im November 2005 feierte Köfer zusammen mit ihren Kollegen dem Dresdner Pantomimen Rainer König, Jürgen Zartmann, Angelika Mann, Uwe Karpa sowie Falko Maiwald die Premiere zur Uraufführung Die Hexe Baba Jaga nach dem berühmten Märchen aus dem russischen Zauberwald. Das Stück wurde vom Publikum begeistert aufgenommen und bis zum Februar 2006 in der Komödie gespielt.
Seit August 2008 ist Köfer für Hitradio RTL Sachsen als Promi-Reporterin unterwegs.

## Filmografie
- 1986: Ferienheim Bergkristall: Das ist ja zum Kinderkriegen (Fernsehreihe)
- 1987: Das Mädchen Leo
- 1989: Eine Frau für drei
- 1992: Sylter Geschichten (Fernsehserie, 1 Folge)
- 1992: Der Landarzt (Fernsehserie, 1 Folge)
- 1992–1993: Gute Zeiten, schlechte Zeiten (Fernsehserie)
- 1993: Ein Mann am Zug (TV-Miniserie)
- 1993–1994: Familie Heinz Becker (Fernsehserie)
- 1995: Fast wie Ferien
- 1995–2004: Stubbe – Von Fall zu Fall (Fernsehreihe, 2 Folgen, verschiedene Rollen)
- 1995: Die Bratpfannenstory
- 1995: Immer wieder Sonntag
- 1996: Happy Birthday
- 1996: Alarm für Cobra 11 – Die Autobahnpolizei (Fernsehserie, 1 Folge)
- 1997: Die Sternbergs
- 1997: Sperling und der brennende Arm (Fernsehreihe)
- 1997: Balko (Fernsehserie, 1 Folge)
- 1998: Für alle Fälle Stefanie (Fernsehserie, 1 Folge)
- 2000–2003: Käpt’n Blaubär Club (TV-Show)
- 2001: Verbotene Liebe (Fernsehserie, 4 Folgen)
- 2003: Unser Charly (Fernsehserie, 1 Folge)
- 2006: Die Zehn Gebote
- 2006: LachBar
- 2007: Schloss Einstein (Fernsehserie, 1 Folge)
- 2013: In aller Freundschaft (Fernsehserie, 1 Folge)

## Theater
- 1995: Die Bratpfannenstory
- 1995: Schattenkinder (Oper von Enrique Ugarte und Jürgen Fuhrmann) in München und Kassel-Baunatal
- 1998: Der Keusche Lebemann
- 2004–2005: Love Jogging-Heute:Ochsenschwanz
- 2005–2006: Die Hexe Baba Jaga
- 2012: Paul auf hoher See